# Дідрик білощокий
Ді́дрик білощокий (Chrysococcyx caprius) — вид зозулеподібних птахів родини зозулевих (Cuculidae). Мешкає в Африці на південь від Сахари та на Аравійському півострові.

## Таксономія

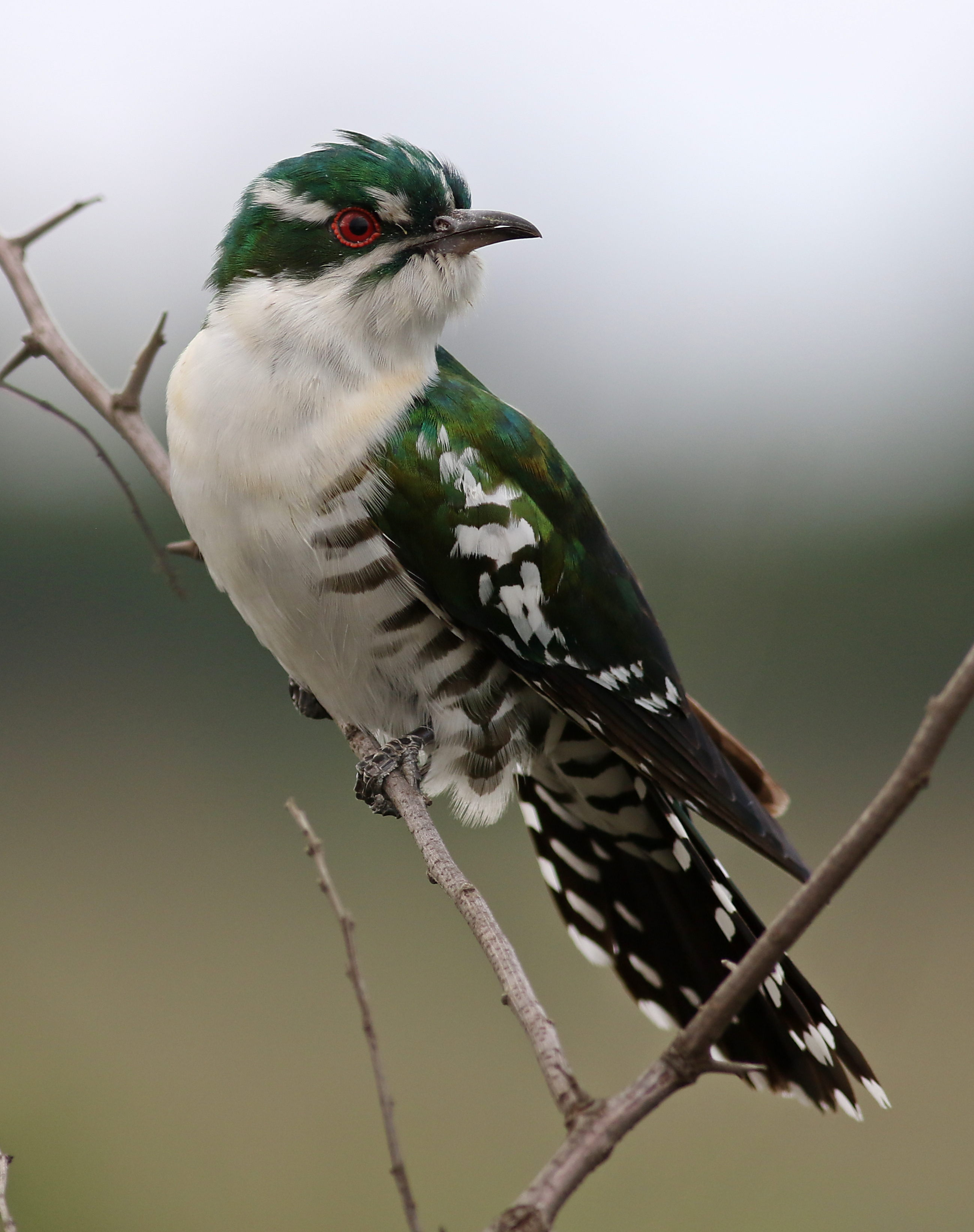
Самець білощокого дідрика (ПАР)

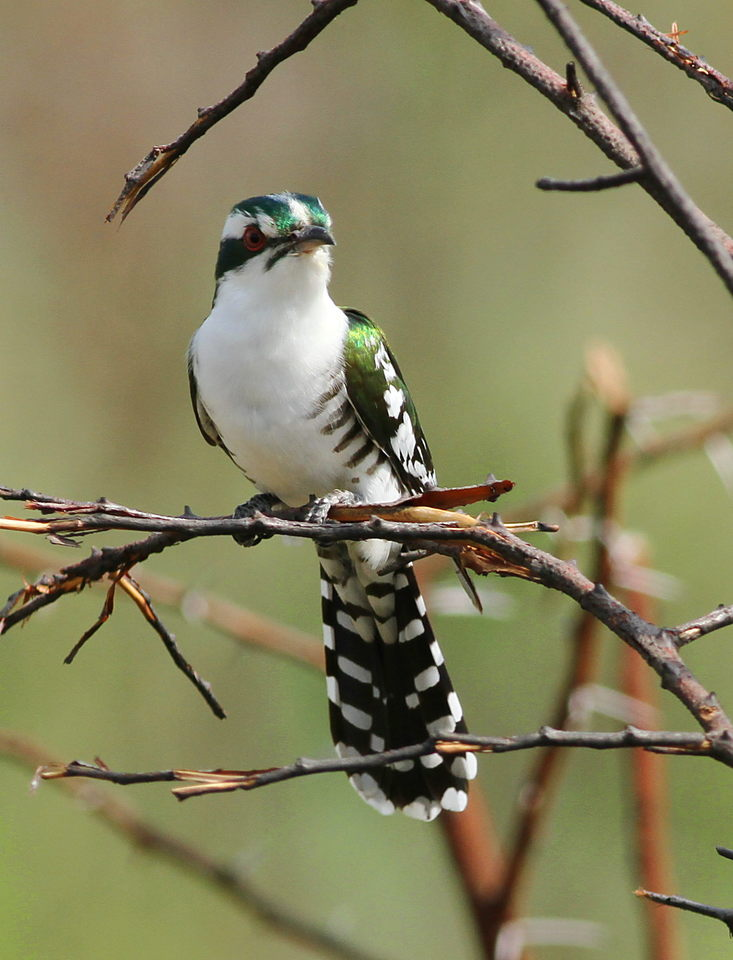
Самець білощокого дідрика (ПАР)

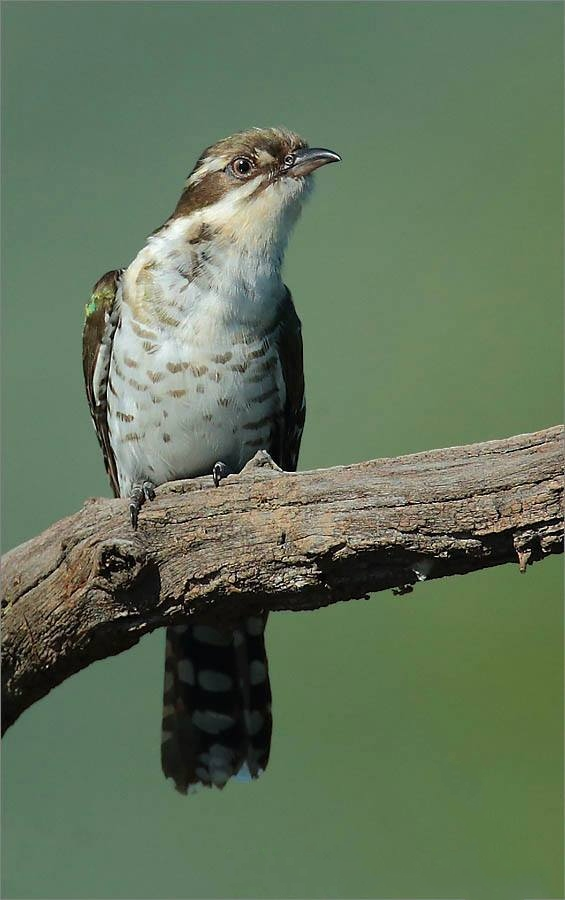
Самиця білощокого дідрика

Білощокий дідрик був описаний французьким натуралістом Жоржем-Луї Леклерком де Бюффоном в 1780 році в праці «Histoire Naturelle des Oiseaux» за зразком з мису Доброї Надії. Науково вид був описаний в 1783 році, коли голландський натураліст Пітер Боддерт класифікував його під назвою Cuculus caprius у своїй праці «Planches Enluminées». Пізніше вид був переведений до роду Дідрик (Chrysococcyx), введеного німецьким натуралістом Фрідріхом Бойє у 1826 році.

## Опис
Довжина птаха становить 18-20 см, самці важать 24-36 г, самиці 29-44 г. Виду притаманний статевий диморфізм. У самців верхня частина тіла зелена, блискуча, на спині є блискучі мідні плями. Щоки, підборіддя, горло і решта нижньої частини тіла білі. Над очима широкі білі "брови", які часто є пунктирними. Всі махові пера поцятковані 3-4 білими плямами на внутрішніх опахалах. Чотири крайні зелені стернові пера мають білі кінчики, а крайня пара має білі плями на обох опахалах. Райдуужки червоні, навколо очей червоні кільця, дзьоб чорний.
У самиць верхня частина тіла більш мідна, горло рудувато-коричневе, а боки поцятковані мідними смугами. Нижня частина тіла має коричнюватий відтінок. У молодих птахів дзьоб червоний. горло смугасте, на крилах є білі смуши. Верхня частина тіла у них ще більш мідна, а нижня частина тіла більш коричнева, ніж у самиць, а боки поцятковані коричневими плямами.
Спів самця — характерний «ді-ді-ді-дерік», за який птах отримав свою назву.

## Поширення і екологія
Білощокі дідрики є одними з найбліьш широко поширених африканських зозуль. Вони гніздяться на більшій частині Субсахарської Африки, від південної Мавританії на схід до Судану і Кенії і на південь до ПАР, а також в деяких районах Ефіопії і Еритреї, на півдні Саудівської Аравії, в Ємені і Омані. В екваторіальних широтах, від Того на схід до Кенії, Танзанії і ДР Конго ці птахи зустрічаються протягом всього року, на більші частині ареалу вони є мігруючими птахами і зустрічаються лише під час сезону дощів. Зокрема, на крайньому півдні Африки, білощокі дідрики зустрічаються переважно з середини жовтня до березня, іноді до травня. Білощокі дідрики живуть в різноманітних природних середовищах, зокрема на узліссях вологих і сухих тропічних лісів, в рідколіссях, саванах і чагарникових заростях, у водно-болотних угіддях з густими очеретяними заростями, трапляються на плантаціях і в садах. Зустрічаються на висоті до 2000 м над рівнем моря, переважно на висоті до 1200 м над рівнем моря. Уникають надто посушливих регіонів, в яких відсутні постійні джерела води.
Білощокі дідрики живляться різноманітними комахами і гусінню, яких шукають на верхівках дерев або на землі. Як і багато інших видів зозуль, вони практикують гніздовий паразитизм. В Екваторіальній Африці зозулі розмножуються протягом всього року, на півночі Сенегалу з серпня по жовтень, в Нігерії з січня по жовтень, в Ефіопії з червня по вересень. Білощокі дідрики відкладають яйця в гнізда ткачикам, зокрема великим ткачикам, і вайдагам. Вони можують відкладати по одному яйцю за раз через день, а за 10 тижнів можуть відкласти від 16 до 21 яйця. Подібно до звичайної зозулі, самиці спеціалізуються на окремих видах птахів-хазяїв і відкладають яйця, дуже схожі за розмірами і кольором до яєць цих птахів. Зозулям необхідно відкласти яйце в потрібний час, коли в гнізді вже є принаймні одне яйце, однак кладка ще не є повною, і коли птах-хазяїн на деякий час відлетів від гнізда, при цьому вони викидають з гнізда яйця птахів-хазяїв. Якщо птахи бачать білощокого дідрика біля свого гнізда, то реагуть агресивно і можуть відмовитися від гніздування. Пташенята білощого дідрика вилуплюються через 11-12 днів після відкладання яйця. Зазвичай вони вилуплюються на 1-2 дні раніше, ніж інші птахи в гнізді. На 2-3 день життя вони викидають з гнізда яйця, що не встигли вилупитися або інших пташенят. 